# Jalkanya
Jalkanya (en népalais : जलकन्या) est un comité de développement villageois du Népal situé dans le district de Sindhuli. Au recensement de 2011, il comptait 1 806 habitants.